# Reggiane Re.2005
Reggiane Re.2005 Sagittario ("Strelec") je bilo italijansko lovsko letalo, ki se je uporabljalo v zadnjih letih 2. svetovne vojne. Sagittario je bil poleg Macchi C.202/C.205 in Fiat G.55 en izmed treh lovcev Serie 5. Re.2005 je bil en izmed najbolj sposobnih italijanskih lovcev 2. svetovne vojne, vendar je bila proizvodnja majhna, samo 48 primerkov. Letalo so uporabljali italijanska Regia Aeronautica in nemška Luftwaffe.

## Specifikacije
Splošne karakteristike
- Posadka: 1
- Dolžina: 873 cm (28 ft 7,7 in) ()
- Razpon kril: 1.100 cm (36 ft 1,1 in) ()
- Višina: 315 cm (10 ft 4,0 in) ()
- Površina kril: 204 m2 (2.195,8 sq ft) ()
- Teža praznega letala: 2.600 kg (5.730 lb) ()
- Naložena teža: 3.610 kg (7.960 lb) ()
- Pogon letala: 1 ×  Fiat R.A. 1050 RC 58 Tifone, (licenčno grajeni DB 605 A-1), 1.475 PS (1.085 kW; 1.455 hp) [1] ()

 Zmogljivost 
- Neprekoračljiva hitrost: 980 km/h
- Maks. hitrost: 

  - 628 km/h na višini 6.950 m (22.800 ft)[2]
- Potovalna hitrost: 515 km/h (320 mph)
- Hitrost porušitve vzgona: 155 km/h ()
- Doseg: 980 km z notranjim gorivom (1130 km z 300 L litrskim odvrgljivim rezervoarjem; 1.270 km (790 mi) z 300 L + 2 × 150 L obvrgljivima rezervoarjema)
- Višina leta: {11500 m ()
- Hitrost vzpenjanja: 20 m/s (do višine 6000 m v 6,5 minutah)
- Obremenitev kril: 177 kg/m2 (36,25 lb/sq ft) ()

Oborožitev

- Strelno orožje: 

  - 2 × 12.7 mm Breda-SAFAT strojnici (350 nabojev vsaka);
  - 1 × 20 mm MG 151 skozi propeler streljajoči top (150 nabojev);
  - 2 × 20 mm MG 151 topova v krilih (200 nabojev vsak)
- Bombe: 

  - Pod trupom: Do 1.000 kg (2.200 lb) bomb ali 1 × 300 L (79,3 US gal) odvrgljiv rezervoar
  - Po krili: 160 kilogramov (350 lb) bombe ali 2 × 150 litrov (39,6 US gal) odvrgljiva rezervoarja